# Carlo Fontana (direttore teatrale)
Carlo Fontana (Milano, 15 marzo 1947) è un direttore teatrale, politico e critico teatrale italiano.
È Presidente dell'A.G.I.S. (Associazione Generale Italiana dello Spettacolo) dal 12 settembre 2013. È stato dal 1990 al 2005 sovrintendente del Teatro alla Scala di Milano e senatore della quindicesima legislatura. È stato amministratore esecutivo del Teatro Regio di Parma dal 1º ottobre 2012 al 16 luglio 2014.

## Biografia
Si laurea all'Università Statale di Milano in Storia della critica d'arte, con una tesi su Anton Giulio Bragaglia.
Nel 1967 entra al Piccolo Teatro di Milano diretto da Paolo Grassi, del quale diventa collaboratore come responsabile delle attività culturali per gli universitari e per gli studenti delle scuole medie superiori, organizzando spettacoli didattici nelle aule magne degli istituti scolastici.
Dal 1968 al 1977 è critico teatrale de l'Avanti!, di cui diviene in seguito redattore della pagina spettacoli (1972). Nel 1976 è iscritto all'albo dei giornalisti professionisti.
Nel 1976 diviene assistente di Paolo Grassi al Teatro alla Scala e dopo la nomina di Grassi alla presidenza della Rai (1977) Fontana svolge le funzioni di assistente del sovrintendente Carlo Maria Badini sino al luglio del 1979. In seguito assume la carica di amministratore delegato della Fonit Cetra, azienda discografica pubblica di proprietà della Rai.
Per la sua attività di recupero del patrimonio musicale storico riceve il Prix Mondial du disque 1983.
Dal 1983 al 1986 dirige il settore musica della Biennale di Venezia, incentrando la programmazione sul tema del superamento delle linee di demarcazione tra musica colta e musica popolare.
Nel 1984 Fontana è nominato sovrintendente del Teatro Comunale di Bologna, che dirige sino al 1990.
Nel 1990 diviene Sovrintendente alla Scala, ruolo che copre per quindici anni, la seconda dopo quella storica di Antonio Ghiringhelli. Il 16 novembre 1997 l'Ente Autonomo Teatro alla Scala viene trasformato in fondazione di diritto privato.
Negli anni 1990 Fontana invita il Comune di Milano, proprietario dell'immobile, a effettuare la ristrutturazione. La proposta venne raccolta nel 1997 dal sindaco Gabriele Albertini. I lavori iniziano nel 2001 e, dopo una chiusura di tre anni per l'adeguamento tecnologico del palcoscenico e il restauro conservativo, la Scala riapre il 7 dicembre 2004.
Alla sovrintendenza Fontana si devono altri interventi quali la nuova sede della scuola di ballo e i laboratori di costruzione delle scene, costumi e attrezzerie.
Negli anni accademici 2005-2006 e 2006-2007, quale professore a contratto, ha insegnato all'Università Statale di Milano nel corso di laurea in Scienze dello spettacolo. Negli anni '90 insegna periodicamente, sempre come professore a contratto, Storia dell'organizzazione teatrale all'Università degli Studi di Pavia.
Dal 1º ottobre 2012 al 16 luglio 2014, quando ha rassegnato le dimissioni di fronte al C.d.A., è stato Amministratore Esecutivo del Teatro Regio di Parma.
Dal 12 settembre 2013 è Presidente dell'A.G.I.S. (Associazione Generale Italiana dello Spettacolo).
Collabora col Corriere della Sera.

## Pubblicazioni
- A scena aperta. Scala e teatri tra riforme e conservazione, Milano, Mondadori Electa, 2006

## Onorificenze
- Grande ufficiale della Repubblica Italiana
- Commander of the British Empire